# اوکادا ایزو
اوکادا ایزو (به ژاپنی: 岡田 以蔵 Okada Izō)؛ ۱۴ فوریهٔ ۱۸۳۸ – ۳ ژوئیهٔ ۱۸۶۵) سامورایی و یکی از چهار آدمکش باکوماتسو اهل قلمروی توسا عضو گروه توسا کیننو در ژاپن بود. وی از  تاکچی هانپیتا رهبر این گروه پیروی می‌کرد.
این شخصیت قهرمان اصلی فیلم‌های متعددی بوده‌است که از میانشان هیتوکیری (۱۹۶۹؛ با بازی شینتارو کاتسو) به کارگردانی هیدئو گوشا و ایزو (۲۰۰۴؛ با بازی کازویا ناکایاما) به کارگردانی تاکاشی میکه را می‌توان نام برد.